# Dick Martin
Thomas Richard Martin, detto Dick (Battle Creek, 30 gennaio 1922 – Santa Monica, 24 maggio 2008), è stato un attore, regista televisivo e comico statunitense.

## Filmografia parziale

### Attore

#### Cinema
- Due toroni tra i cowboys (Once Upon a Horse...), regia di Hal Kanter (1958)
- La mia spia di mezzanotte (The Glass Bottom Boat), regia di Frank Tashlin (1966)
- Il pollo si mangia con le mani (Carbon Copy), regia di Michael Schultz (1981)
- Air Bud 2 - Eroe a quattro zampe (Air Bud: Golden Receiver), regia di Richard Martin (1998)
- Bartleby, regia di Jonathan Parker (2001)

#### Televisione
- Lucy Show – serie TV, 10 episodi (1962-1963)
- Toast of the Town – serie TV, 8 episodi (1960-1963)
- Love Boat (The Love Boat) – serie TV, 5 episodi (1978-1982)
- Bob – serie TV, 5 episodi (1992-1993)
- La tata (The Nanny) – serie TV, episodio 5x16 (1998)

### Regista televisivo
- The Bob Newhart Show – serie TV, 11 episodi (1977-1978)
- The Waverly Wonders – serie TV, 8 episodi (1978)
- Brothers – serie TV, 5 episodi (1985-1986)
- Bravo Dick (Newhart) – serie TV, 33 episodi (1982-1990)
- Bob – serie TV, 3 episodi (1992-1993)